# ميخائيل كوزلوف
ميخائيل كوزلوف (بالروسية: Козлов, Михаил Сергеевич)‏ (2 نوفمبر 1986 بسانت بطرسبرغ في روسيا - ) هو لاعب كرة قدم روسي في مركز الوسط. لعب مع زينيت سانت بطرسبرغ ولوخ إينيرجيا فلاديفوستوك ونادي أورال يكاترينبورغ ونادي روستوف ونادي دينامو سانت بطرسبرغ ‏ وسوكول ساراتوف ‏ وFC Vityaz Podolsk ‏ وFC Tekstilshchik Ivanovo ‏ وFC Rus Saint Petersburg ‏ وFC Zenit-2 Saint Petersburg ‏.

## وصلات خارجية
- ميخائيل كوزلوف على موقع قاعدة بيانات كرة القدم.إي يو (الإنجليزية)